# Abbazia di Rheinau
L'abbazia di Rheinau è un ex convento benedettino situato su un'isola del Reno nel comune di Rheinau, Canton Zurigo (Svizzera).
Fondato prima dell'858 e centro di una piccola signoria conventuale fino al 1798, venne soppresso nel 1862. Era dedicato alla Madonna e, dal 1114, anche a Fintano di Rheinau.

## Storia

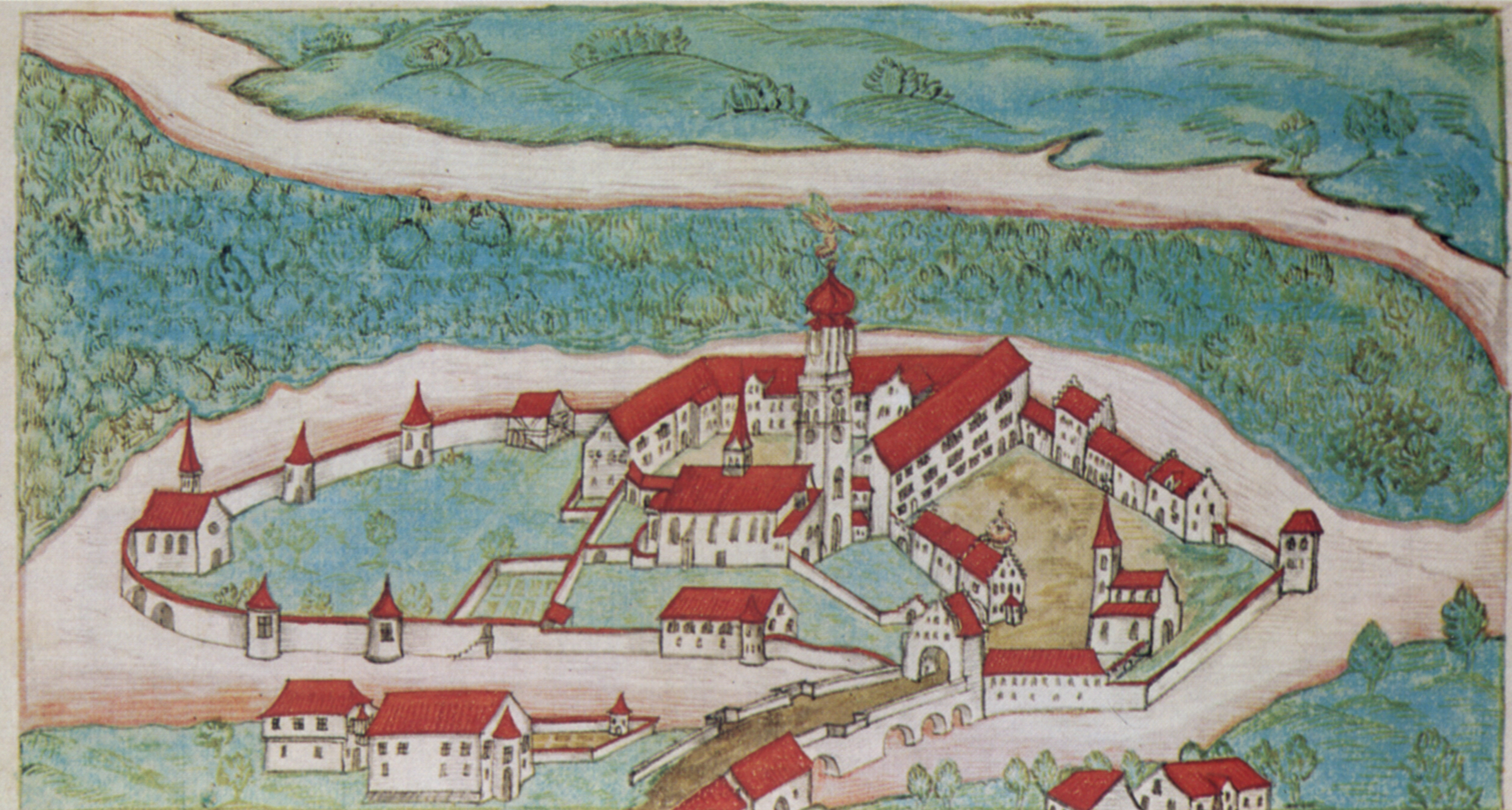
L'isola e il convento in un'illustrazione di Gabriel Bucelin del 1627

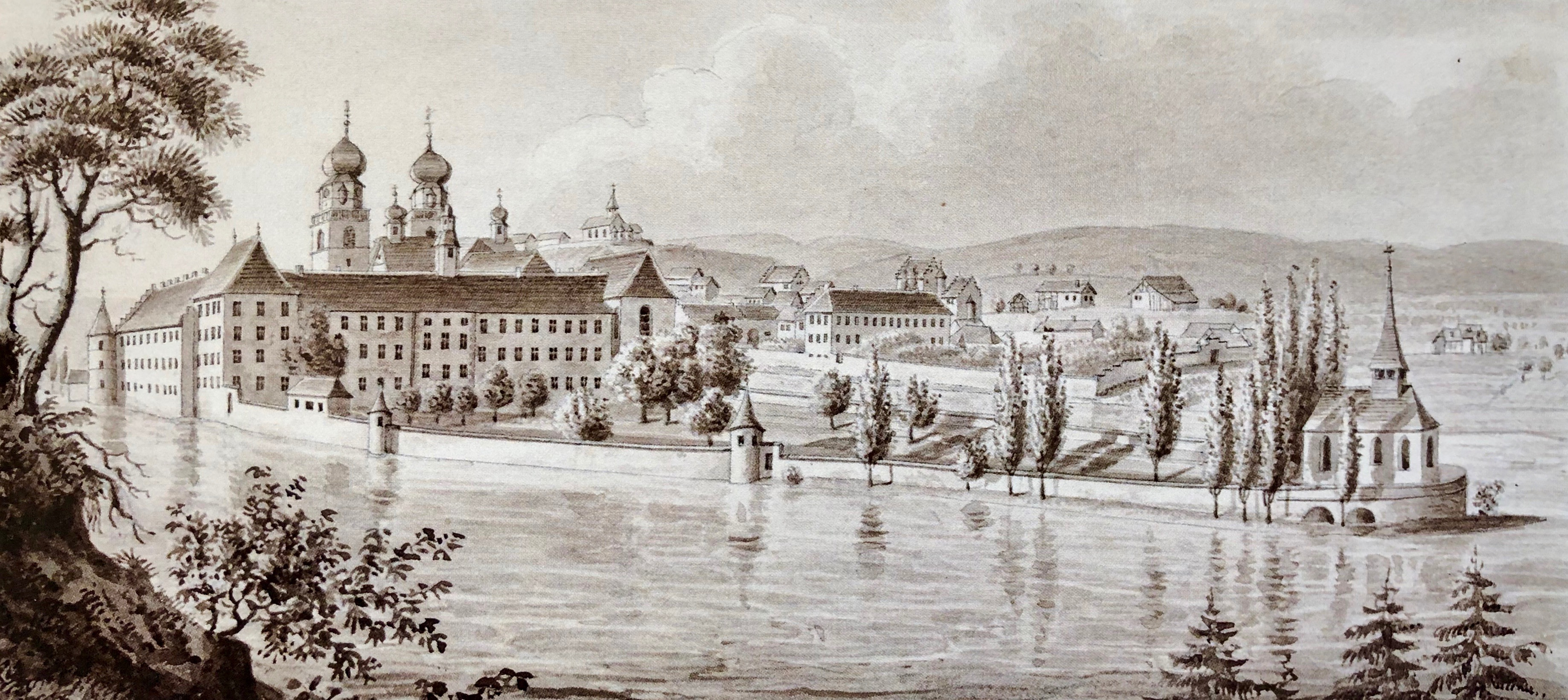
L'abbazia in una cartolina del 1840 opera di Ludwig Schulthess

Secondo la leggenda la fondazione dell'abbazia risale intorno al 778. Nel IX secolo sarebbe giunto nella regione l'abate irlandese Fintano che nel 851 fu convinto ad entrare nell'abbazia dal nobile alemanno Wolvene presso cui era a servizio. Dall'856 visse a Rheinau come inclusus, le sue reliquie sono custodite in un sarcofago nella chiesa dell'abbazia.
La prima menzione dell'abbazia risale all'anno 844 (monasterium, quod dicitur Rinaugia, in documenti successivi è chiamato Rinauva), nell'858 Ludovico II il Germanico elevò il convento ad abbazia imperiale con protezione regale, immunità e libera elezione dell'abate. Nel 1114 venne consacrata la basilica romanica e nel 1120 iniziò la tenuta del cartulario di Rheinau.
Proprio il cartulario documenta un successivo periodo di difficoltà a causa della Lotta per le investiture e delle ambizioni di potere dei suoi balivi (vogt) e dei vescovi di Costanza. 
Grazie alla riforma di Hirsau e, nell'XI secolo, al nascente culto di Fintano, nel XII secolo Rheinau conobbe un breve periodo di fioritura. Rheinau già nell'885, quando con i suoi 44 monaci provenienti in maggioranza dalla nobiltà regionale era già un convento di dimensioni ragguardevoli, aveva stretto legami con la potente abbazia di San Gallo, all'inizio del XII secolo si legò anche all'abbazia di Hirsau, questi legami portarono alla stesura del Liber Ordinarius Rhenoviensis. 
La liturgia propria dell'abbazia venne riassunta nel Graduale de Rheinau un antifonario custodito presso la biblioteca centrale di Zurigo. Nonostante il consistente patrimonio della biblioteca medievale, tra cui anche pergamene liturgiche di valore e il codice probabilmente più antico della Svizzera (VIII secolo) non si hanno prove certe dell'esistenza di uno scriptorium nell'abbazia.
Dall'XI al XIII secolo è attestata una comunità di monache nella parte occidentale dell'isola. Dopo il 1200 sono documentati un priore, un cellario, un camerario e un custode, nel 1288 un maestro di scuola. La regola benedettina è attestata solo nel 1297. Nel tardo medioevo il convento, a periodi abitato solo da quattro a dieci monaci provenienti da famiglie di ministeriali della regione, appare in difficoltà economiche, cercò con tramite la Confederazione (1455) protezione contro le rivendicazioni dei conti Sulz.
Tra la Riforma e l'attribuzione dell'abbazia al canton Zurigo avvenuta nel 1803, Rheinau visse il suo più lungo periodo di fioritura, subì però anche diversi attacchi. Sotto l'abate Bonaventura von Wellenberg il convento fu abbandonato (1529-1531) e quindi saccheggiato, subì inoltre danni durante le guerre di Villmergen (1656 e 1712), nel fu 1799 soppresso e saccheggiato dai francesi, venne però ripristinato nel 1803. 
Questo periodo fu caratterizzato dalla Riforma cattolica, dal sostegno dei cantoni confederati cattolici, l'adesione di Rheinau alla congregazione benedettina svizzera (dal 1603) dall'opposizione dei cittadini di Rheinau allo stile di governo assolutista praticato dal convento ma vi fu anche un'intensa attività edilizia degli abati Johann Theobald Werli, Gerold Zurlauben I e Gerold Zurlauben II (fine XVI-XVIII sec.). Durante l'Illuminismo vi risiedettero dotti bibliotecari e archivisti come Basilius Germann e Moritz Hohenbaum van der Meer, autore della prima storia di Rheinau del 1778. 
Nel 1862 il Gran Consiglio zurighese soppresse l'abbazia, in cui vivevano ancora 11 monaci. Dopo lavori di ristrutturazione, gli edifici del convento ospitarono dal 1867 una clinica psichiatrica. Dal 1998 gli immobili sulla penisola di Rheinau sono affidati alla Fondazione Fintan.

## Gli edifici

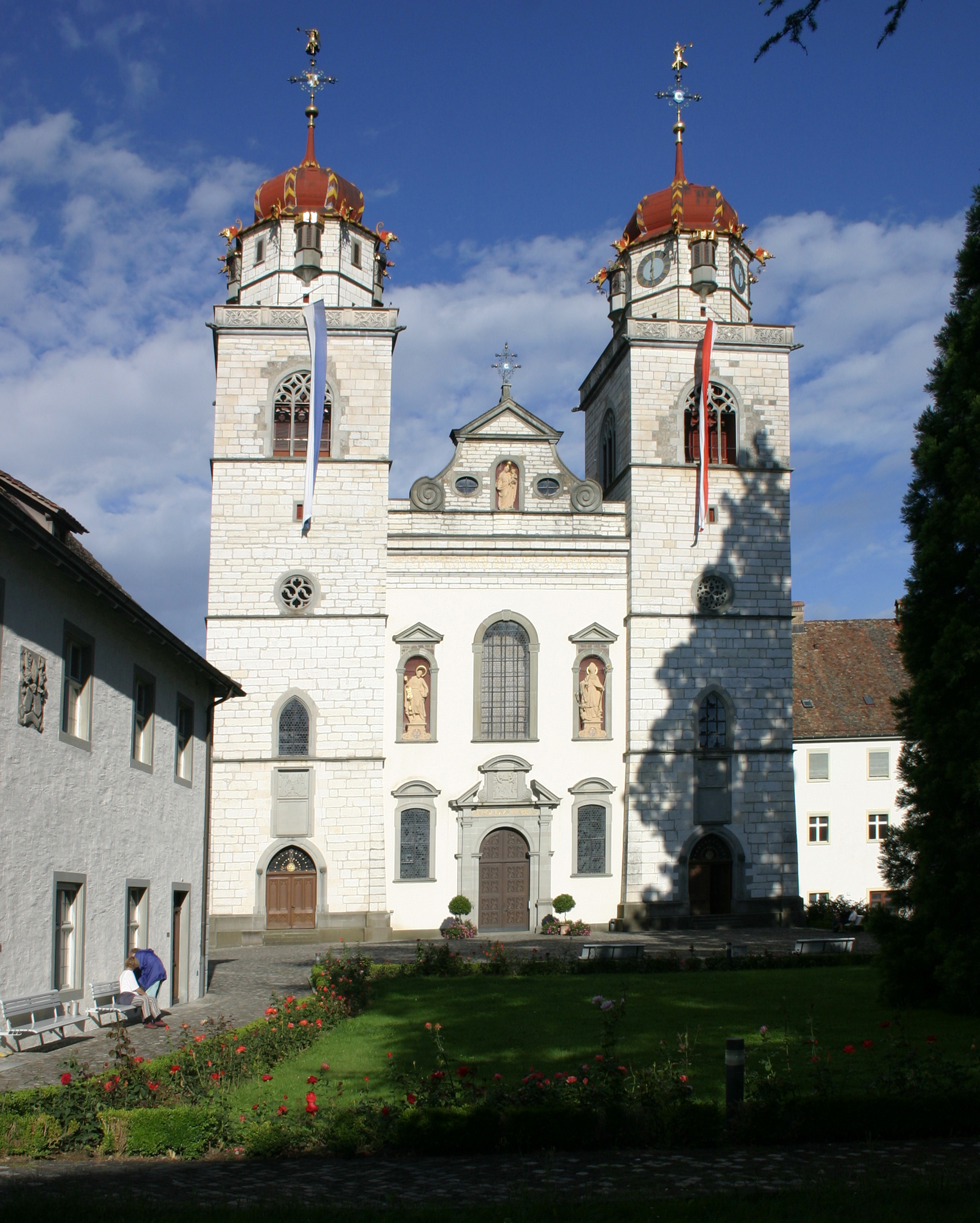
Facciata della chiesa

La storia dell'insediamento dell'isola, menzionata dall'870, non è ancora stata oggetto di studio. Prima del 1580 circa l'intero complesso conventuale sorgeva sull'isola il cui accesso era chiuso da una torre (attestata già nel 1247). Fu solo in seguito che al di là del ponte sul Reno sorsero alcuni edifici utilitari, tra cui la cantina per il vino (1585-1588) e la locanda per le donne (1740-1744). 
Prim dell'odierna chiesa barocca (1705-1710) vi si trovavano due chiese, la basilica mariana preromana attestata nell'888 e l'oratorio consacrato nel 1114.

### La chiesa
La chiesa fu costruita da Franz Beer von Blaichten, capomastro del Vorarlberg, l'organo fu realizzato da Johann Christoph Leo, originario di Augusta e gli affreschi da Francesco Antonio Giorgioli. Il monumento sepolcrale in stile barocco di Fintan sorge nello stesso punto in cui si trovava nell'antica basilica romana, sopra quella che una volta veniva venerata come la tomba del probabile recluso (il rinvenimento delle reliquie risale al 1446).

## Patrimonio
Nel Medioevo i possedimenti del convento si estendevano a destra e sinistra del Reno, dalla parte inferiore del lago di Costanza (Untersee) attraverso il Klettgau e l'Alpgau fino nella Foresta Nera orientale. 
Le proprietà iniziali erano quelle della famiglia fondatrice, probabilmente un casato nobile di importanza regionale, un tempo imparentato con la nobiltà imperiale carolingia. Agli ampliamento fondiari dei secoli centrali del Medioevo, seguirono nel tardo Medioevo scambi, acquisti, vendite, incorporazioni e frammentazioni delle proprietà. 
Nel 1678 Rheinau ottenne la signoria di Ofteringen (oggi parte del comune di Wutöschingen, Foresta Nera) e nel 1687 acquistò quelle di Mammern e Neuburg (TG). Fatta eccezione per le zone di Marthalen, Truttikon e Benken (ZH) situate vicino al convento e a Balm e Altenburg (D), raramente il convento di Rheinau fu proprietario unico; ciò vale anche per i rapporti giuridici nel territorio dell'abbazia. 
Il patrimonio, costituito sia da immobili (tra cui fattorie, poderi, terre e vigneti) sia da diritti (come patronati, diritti di traghetto e taverna, baliaggi) che fruttavano interessi e decime, nel XIII secolo era gestito ancora attraverso le curtes, nel XV secolo eventualmente anche tramite servi e, dal 1496, era controllato da un amministratore. Le signorie di Ofteringen, Mammern e Neuburg furono affidate a luogotenenti. 
Il convento esercitò la giurisdizione secolare - senza la giustizia criminale, che dal 1455 era affidata ad autorità locali - nella cittadina di Rheinau e ad Altenburg; gli altri baliaggi furono ceduti per lo più in feudo. Dopo la Riforma, il convento continuò a rivendicare ampi diritti sulla cittadina ricattolicizzata di Rheinau, di cui i suoi conventuali garantivano la cura delle anime. Contro tali pretese i cittadini di Rheinau intentarono addirittura dei processi.
Con la secolarizzazione le cantine dei vini di Rheinau divennero, assieme a quelle dell'ospedale, cantine viticole del canton Zurigo. Il patrimonio della biblioteca dell'abbazia è conservato principalmente nella Biblioteca centrale di Zurigo (tra cui 13.000 stampe). La maggior parte dei tesori della raccolta d'arte di Rheinau (secondo l'inventario del 1818 ben 2300 opere) fu venduta. Al momento ne sono state localizzati circa 200 pezzi, tra cui il calice di Fintan al Museo di Cluny di Parigi e il busto-reliquario romano di San Maurizio nel Museo nazionale svizzero.